# NK Drava Ptuj
NK Drava Ptuj – słoweński klub piłkarski z siedzibą w mieście Ptuj, założony w 1933 i rozwiązany w 2011. Nazwa Drava, wywodzi się od rzeki, która płynie przez miasto. 

## Europejskie puchary
Legenda do wszystkich tabel:
- Q – runda eliminacyjna, 1/16, 1/8, 1/4, 1/2 – odpowiednia faza rozgrywek, Grupa – runda grupowa, 1r gr – pierwsza runda grupowa, 2r gr – druga runda grupowa, F – finał, R – runda, PO – play-off
- k. – rzuty karne, los. – losowanie, Dogr. – dogrywka, w. – zasada bramek strzelonych na wyjeździe

| Sezon | Rozgrywki        | Runda | Klub          | Dom | Wyjazd | Ogólnie |
| ----- | ---------------- | ----- | ------------- | --- | ------ | ------- |
| 2005  | Puchar Intertoto | 1R    | Slaven Belupo | 0–1 | 0–1    | 0–2     |